# Alexandra Emilianov
Alexandra Emilianov (ur. 19 września 1999 w Kiszyniowie) – mołdawska lekkoatletka specjalizująca się w rzucie dyskiem oraz pchnięciu kulą.

## Życiorys
Srebrna medalistka młodzieżowych mistrzostw Europy (2019) w rzucie dyskiem. Złota (2018) oraz brązowa (2016) medalistka mistrzostw świata w rzucie dyskiem. Mistrzyni Europy juniorów (2017) oraz mistrzyni świata juniorów młodszych (2015). W 2016 roku zdobyła dwa złote medale mistrzostw Europy juniorów młodszych, w pchnięciu kulą oraz rzucie dyskiem.
Uczestniczka igrzysk olimpijskich 2020 w Tokio, w których zajęła 30. miejsce w kwalifikacjach konkursu rzutu dyskiem oraz w 2024 w Paryżu, zajmując 11. lokatę. Dwukrotnie startowała w mistrzostwach świata (2019, 2022), za każdym razem odpadając w kwalifikacjach. Finalistka mistrzostw Europy 2018 w Berlinie. Reprezentowała Mołdawię podczas drużynowych mistrzostw Europy.
Od 2018 roku studiuje na Uniwersytecie Kansas, reprezentując uczelnianą drużynę Kansas Jayhawks w rozgrywkach NCAA.
Mistrzyni Mołdawii w rzucie dyskiem.

## Rezultaty
| Rok  | Impreza                                    | Miejsce    | Konkurencja    | Pozycja           | Wynik |
| ---- | ------------------------------------------ | ---------- | -------------- | ----------------- | ----- |
| 2015 | Mistrzostwa świata juniorów młodszych      | Cali       | pchnięcie kulą | el. – 29. miejsce | 13,78 |
| 2015 | Mistrzostwa świata juniorów młodszych      | Cali       | rzut dyskiem   | 1. miejsce        | 52,78 |
| 2015 | Letni olimpijski festiwal młodzieży Europy | Tbilisi    | pchnięcie kulą | 5. miejsce        | 15,37 |
| 2015 | Letni olimpijski festiwal młodzieży Europy | Tbilisi    | rzut dyskiem   | 1. miejsce        | 51,93 |
| 2016 | Puchar Europy w rzutach                    | Arad       | rzut dyskiem   | 3. miejsce (U23)  | 52,58 |
| 2016 | Mistrzostwa Europy juniorów młodszych      | Tbilisi    | pchnięcie kulą | 1. miejsce        | 18,50 |
| 2016 | Mistrzostwa Europy juniorów młodszych      | Tbilisi    | rzut dyskiem   | 1. miejsce        | 58,09 |
| 2016 | Mistrzostwa świata juniorów                | Bydgoszcz  | rzut dyskiem   | 3. miejsce        | 53,08 |
| 2017 | Puchar Europy w rzutach                    | Las Palmas | rzut dyskiem   | 3. miejsce (U23)  | 54,66 |
| 2017 | Mistrzostwa Europy juniorów                | Grosseto   | rzut dyskiem   | 1. miejsce        | 56,38 |
| 2018 | Mistrzostwa świata juniorów                | Tampere    | rzut dyskiem   | 1. miejsce        | 57,89 |
| 2018 | Mistrzostwa Europy                         | Berlin     | rzut dyskiem   | 8. miejsce        | 58,10 |
| 2019 | Młodzieżowe mistrzostwa Europy             | Gävle      | rzut dyskiem   | 2. miejsce        | 57,30 |
| 2019 | Mistrzostwa świata                         | Doha       | rzut dyskiem   | el. – 28. miejsce | 52,05 |
| 2021 | III liga drużynowych mistrzostw Europy     | Limassol   | pchnięcie kulą | 1. miejsce        | 16,50 |
| 2021 | III liga drużynowych mistrzostw Europy     | Limassol   | rzut dyskiem   | 1. miejsce        | 56,41 |
| 2021 | Młodzieżowe mistrzostwa Europy             | Tallinn    | rzut dyskiem   | 10. miejsce       | 49,30 |
| 2021 | Igrzyska olimpijskie                       | Tokio      | rzut dyskiem   | el. – 30. miejsce | 54,57 |
| 2022 | Mistrzostwa świata                         | Eugene     | rzut dyskiem   | el. – 13. miejsce | 60,67 |
| 2024 | Mistrzostwa Europy                         | Rzym       | rzut dyskiem   | 11. miejsce       | 60,24 |
| 2024 | Igrzyska olimpijskie                       | Paryż      | rzut dyskiem   | 11. miejsce       | 58,08 |
| 2025 | III dywizja drużynowych mistrzostw Europy  | Maribor    | pchnięcie kulą | 2. miejsce        | 15,80 |
| 2025 | III dywizja drużynowych mistrzostw Europy  | Maribor    | rzut dyskiem   | 1. miejsce        | 61,84 |

## Rekordy życiowe
- pchnięcie kulą (hala) – 16,80 (4 grudnia 2021, Lawrence)
- pchnięcie kulą (stadion) – 17,25 (15 maja 2021, Manhattan)
- rzut dyskiem – 64,42 (13 kwietnia 2024, Ramona) rekord Mołdawii